# Center for Offentlig Kompetenceudvikling
Center for Offentlig Kompetenceudvikling (COK) er en dansk lærings- og konsulentvirksomhed, der tilbyder kompetenceudvikling og efteruddannelse til den kommunale og regionale sektor. COK er ejet af de danske kommuner, som udøver deres ejerskab gennem Kommunernes Landsforening.
Blandt COKs kurser og uddannelser kan nævnes Kommunomuddannelsen, Sundhedskommunomuddannelsen, DOL - Den Offentlige Lederuddannelse, Kattegat-forløb for nyvalgte kommunalpolitikere og en lang række kurser målrettet politikere, ledere og medarbejdere i kommuner og regioner.
COK har kursussteder og kontorer i Aalborg, Aarhus, Vejen, Odense, Næstved og København.

## Historie
COK er grundlagt i 2003 som en fusion mellem Dansk Kommunalkursus (grundlagt 1967), Kommunomuddannelsen og 14 regionale undervisningscentre. I dag beskæftiger COK ca. 60 ansatte inden for udvikling og administration og har flere end 1.000 tilknyttede undervisere. COK er en selvstændig og selvfinansieret forening, der som datterselskab til Kommunernes Landsforening (KL) er ejet af de danske kommuner.

## Ekstern henvisning
- Center for Offentlig Kompetenceudviklings hjemmeside